# Xadas
Bruno Alexandre Vieira Almeida (Oliveira de Azeméis, 2 december 1997) - alias Xadas - is een Portugese voetballer die doorgaans als middenvelder speelt. Hij stroomde in 2017 door vanuit de jeugd van SC Braga.

## Carrière
Xadas begon met voetballen bij Milheiroense. Hij werd in 2008 opgenomen in de jeugdopleiding van FC Porto, maar dat liet hem na twee jaar vertrekken. Xadas ging verder met voetballen bij AD Sanjoanense, tot hij in 2014 werd opgenomen in de jeugd van SC Braga. Hiervoor debuteerde hij op 2 april 2017 in het eerste elftal. Dat speelde die dag een wedstrijd in de Primeira Liga, thuis tegen CS Marítimo. Xadas viel in de 86e in voor Artur Jorge. De eindstand (3–3) stond toen al op het bord.

## Clubstatistieken
| Seizoen     | Club        | Competitie    | Competitie | Competitie | Beker | Beker | Internationaal | Internationaal | Totaal | Totaal |
| Seizoen     | Club        | Competitie    | Wed.       | Dlp.       | Wed.  | Dlp.  | Wed.           | Dlp.           | Wed.   | Dlp.   |
| ----------- | ----------- | ------------- | ---------- | ---------- | ----- | ----- | -------------- | -------------- | ------ | ------ |
| 2016/17     | SC Braga    | Primeira Liga | 4          | 0          | 0     | 0     | 0              | 0              | 4      | 0      |
| 2017/18     | SC Braga    | Primeira Liga | 21         | 2          | 3     | 0     | 9              | 0              | 33     | 2      |
| 2018/19     | SC Braga    | Primeira Liga | 8          | 1          | 1     | 0     | 1              | 0              | 10     | 1      |
| 2019/20     | SC Braga    | Primeira Liga | 0          | 0          | 0     | 0     | 1              | 0              | 1      | 0      |
| Club totaal | Club totaal | Club totaal   | 33         | 3          | 4     | 0     | 11             | 0              | 48     | 3      |

Bijgewerkt t/m 31 augustus 2019

## Interlandcarrière
Xadas deel uit van verschillende Portugese nationale jeugdselecties. Hij nam in 2016 met Portugal –19 deel aan het EK –19 en in 2017 met Portugal –20 aan het WK –20. Hij debuteerde in september 2017 in Portugal –21.
2 Gómez ·
3 Bambu ·
4 Niakaté ·
6 Carvalho ·
7 Bruma ·
8 Moutinho ·
9 El Ouazzani ·
10 A. Horta ·
11 Fernandes ·
12 Sá ·
13 Ferreira ·
15 Oliveira ·
16 Zalazar ·
19 Marín ·
20 Gharbi ·
21 R. Horta  ·
22 Helguera ·
25 Ribeiro ·
26 Arrey-Mbi ·
27 Guitane ·
29 Gorby ·
33 Marques ·
77 Martínez ·
90 Fernández ·
91 Horníček ·
Coach: Carvalhal
· Keeperstrainer: Carvalho